# Gustav Milchsack

Gustav Milchsack, Foto (1917)

Gustav Milchsack (* 7. Januar 1850 in Nümbrecht; † 28. Dezember 1919 in Wolfenbüttel) war ein deutscher Bibliothekar, Germanist und Frühdruckforscher. Von 1904 bis 1919 war er Direktor der Herzog August Bibliothek in Wolfenbüttel.

## Leben
Der aus einer Kaufmannsfamilie stammende Milchsack legte 1871 das Abitur am Laurentianum in Warendorf ab. Von 1871 bis 1876 studierte er Germanistik und neuere Sprachen in Berlin, Bonn und Leipzig.
Nach der 1876 in Leipzig erfolgten Promotion ging er als wissenschaftlicher Hilfsarbeiter an die Wolfenbütteler Herzog August Bibliothek, die von Otto von Heinemann geleitet wurde. Im Jahre 1879 wurde Milchsack Bibliothekssekretär und 1884 Bibliothekar, bevor er 1899 den Professorentitel erhielt. Am 1. Oktober 1904 wurde er als Nachfolger Heinemanns Direktor der Herzog August Bibliothek.
Seine wissenschaftlichen Arbeiten behandeln geistliche Spiele des Mittelalters sowie Untersuchungen zur Faustsage. Bedeutend sind seine Arbeiten zur Geschichte des Buchdrucks.
Milchsack war Mitglied der geselligen Vereinigung der Ehrlichen Kleiderseller in Braunschweig.

## Veröffentlichungen (Auswahl)
- Heidelberger Passionsspiel, Tübingen 1880
- Egerer Fronleichnamsspiel, Stuttgart 1881
- mit Franz Köhler: Die Gudischen Handschriften. Wolfenbüttel 1913 (= Die Handschriften der Herzoglichen Bibliothek zu Wolfenbüttel Bd. 4) (Digitalisat) (darin von Milchsack die lateinischen Handschriften bearbeitet).
- Gesammelte Aufsätze über Buchkunst und Buchdruck, Doppeldrucke, Faustbuch und Faustsage, sowie über neue Handschriften von Tischreden Luthers und Dicta Melanchthonis, Wolfenbüttel 1922 (Digitalisat).